# Michiel Bartman
Michiel Bartman, född den 19 maj 1967 i Haarlemmermeer i Nederländerna, är en nederländsk roddare.
Han tog OS-silver i åtta med styrman i samband med de olympiska roddtävlingarna 2004 i Aten.